# 랠프 웨이트
랠프 웨이트(Ralph Waite, 1928년 6월 22일 ~ 2014년 2월 13일)는 미국의 배우, 정치 활동가이다.

## 출연 작품
- 게이브 더 큐피드 도그 (2012, Gabe the Cupid Dog)
- 25 힐 (2011)
- 레터스 투 갓 (2010)
- 에이스 벤츄라 3 (2009)
- 실버 시티 (2004)
- 카니발 (2003)
- 선샤인 스테이트 (2002)
- 스피릿 (2001)
- 타임퀘스트 (2000)
- 프레지던트 맨 (2000)
- 써드 트윈 (1997)
- 머나먼 여정 2 (1996)
- 뇌정행동 (1995)
- 수 시티 (1994)
- 야누스의 영혼 (1994)
- 클리프행어 (1993)
- 보디가드 (1992)
- 사막의 살인 병기 (1990)
- 여시장과 FBI (1989)
- 미시시피의 추억 (1988, The River Pirates)
- 우정과 사랑 (1984)
- 도둑 신부 (1981)
- 뿌리 (1977)
- 적색 경보 (1977)
- 키드 블루 (1973)
- 황야의 7인 3 (1972)
- 로맨 (1971)
- 그리솜 갱단 (1971)
- 잃어버린 전주곡 (1970)
- 폭력 탈옥 (1967)

### 텔레비전
- 월튼네 사람들 (1972-81)
- NCIS (2008-13) - 잭슨 깁스 역
- 그레이 아나토미 (2009)
- 우리 생애 나날들 (2009-14)